# MINATEC
MINATEC é um complexo científico europeu situado no "polígono científico" de Grenoble. Criado pelo grupo Grenoble INP (Instituto politécnico de Grenoble) e pelo CEA-LETI em 2002, foi oficialmente inaugurado em 2 de junho de 2006. Este complexo é dedicado às nanotecnologias e reuni no total mais de 4800 pessoas, entre pesquisadores (3000), estudantes (1200) e industriais (600). A área de Minatec é 88.680 m² em 2019.

## Área de pesquisa
MINATEC é o primeiro centro europeu dedicado às nanotecnologias, além de ser o terceiro no mundo. Suas áreas de pesquisa são as MIcro e NAnoTECnologias. Um dos objetivos é portanto ir além dos limites da microeletrônica, criando objeto na escala nanométrica. Ele destina-se a integrar vários laboratórios, uma parte do CEA, uma escola de engenheiros e uma escola doutoral do Instituto politécnico de Grenoble.

## Influência internacional
De 2006, ano da fundação de MINATEC, a 2010, o evento Minatec Crossroads foi organizado a cada dois anos. Trata-se de uma semana de conferências sobre as micro e nanotecnologias, com temas sobre a pesquisa fundamental e aplicada, o ensino superior e a economia do setor.

## Laboratórios
MINATEC abriga a escola de engenheiros Phelma, uma sala limpa de classe 1000/100, laboratórios de fabricação e análise. Vários tipos de tecnologias são desenvolvidas, tais como: NEMS, MEMS, nanocaracterização, química, circuitos integrados, biotecnologia. Certo número de startups e spinoffs têm origem nos laboratórios do Instituto politécnico de Grenoble e do CEA-LETI.

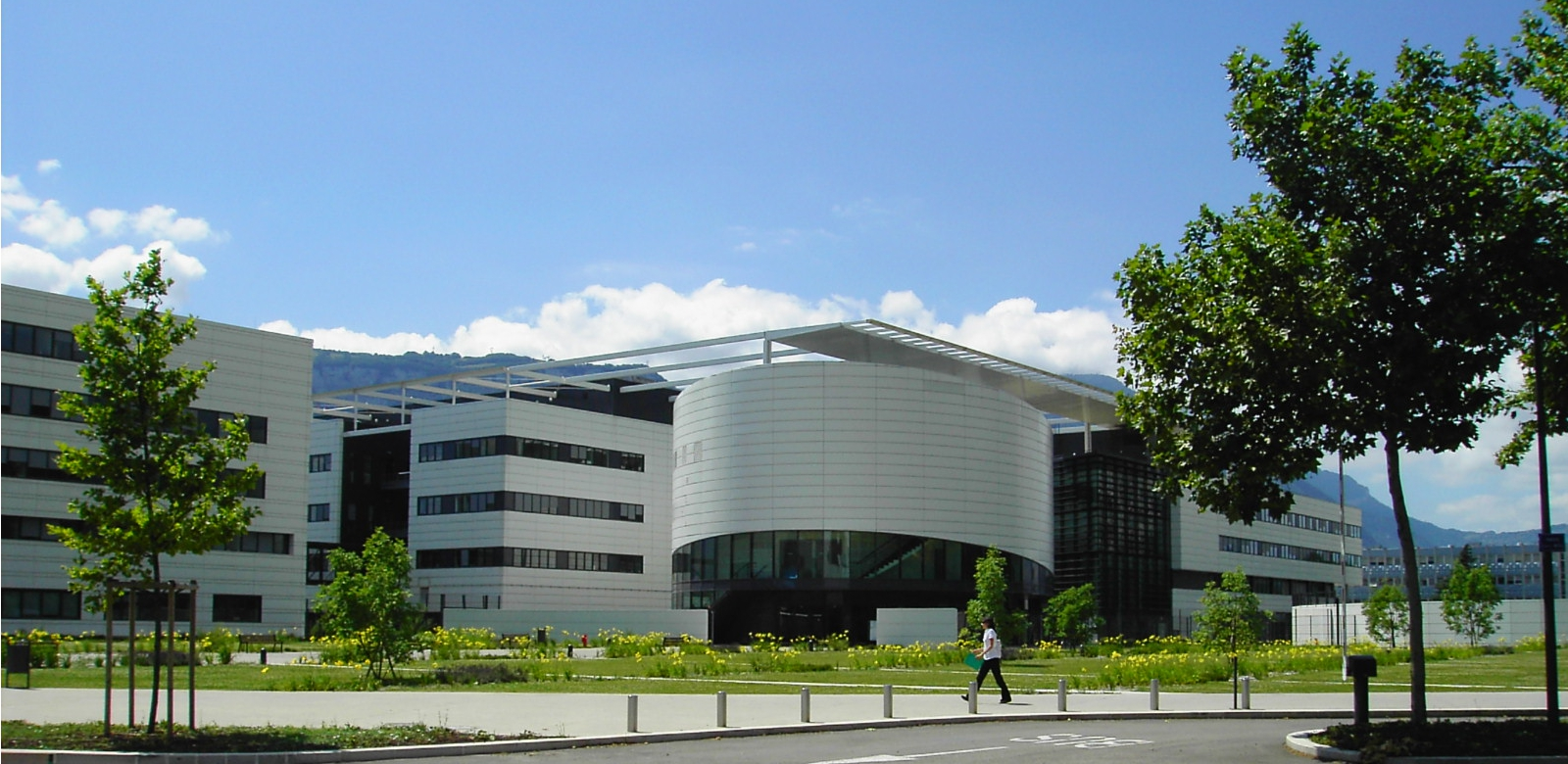
MINATEC vista da rua Félix-Esclangon.

## Financiamento
MINATEC representou um investimento de cerca de 150 milhões de euros entre 2002 e 2005, principalmente vindo de órgãos administrativos regionais e do CEA. Segundo Jean-Philippe Leresche, trata-se um exemplo de parceria público-privada bem sucedido, cuja capacidade de P&D é inigualável.

## Parcerias com o exército
MINATEC possui parcerias com o exército francês. Entretanto, dado o carácter secreto, não há informações disponíveis ao público. O orçamento que provem do exército não atinge 2 ou 3 % do total da organização.

## Patentes
MINATEC é um laboratório de carácter privado que desenvolve patentes. A segurança de suas entradas de nível relativamente alto para um laboratório, é explicado justamente pelo fato que seus conhecimentos são "protegidos".

## Oposição
O projeto MINATEC teve desde seu início oposições locais e nacionais conduzidas por um conjunto de grupos, um dos quais o "Pièces et Main d'Œuvre", que denuncia o perigo das nanotecnologias ao ambiente e às liberdades individuais. Esta oposição produziu, na véspera da inauguração de MINATEC em Grenoble (2 de junho de 2006), uma manifestação reunindo entre 800 e 1000 pessoas na presença de policiais. Outras manifestações ocorreram e repetitivamente o local foi protegido por policiais.